# Маттео Аморозо
Маттео Амарал Аморозо дос Сантос (порт.-браз. Matteo Amaral Amoroso dos Santos / італ. Matteo Amaral Amoroso dos Santos; нар. 3 січня 2003, Кампінас, Сан-Паулу, Бразилія) — бразильський та італійський футболіст, атакувальний півзахисник криворізького «Кривбасу».

## Життєпис

### Ранні роки
Народився в бразильському місті Кампінас, штат Сан-Паулу. Футболом розпочав займатися в «Ітуано». Але 2019 року переїхав до Італії, де виступав за «Удінезе» (U-17) та (U-19). Наприкінці січня 2021 року повернувся на батьківщину, де приєднався до молодіжної команди «Інтернасьйонала». У футболці вище вказаного клубу дебютував у молодіжному кубку Лібертадорес, 6 лютого 2022 року в програному (0:1) виїзному поєдинку 1-го туру групи B проти еквадорського «ЛДУ Кіто». Маттео вийшов на поле на 82-й хвилині замість Густаво Сілви Соужи. Загалом у лютому 2022 року виходив на поле в 2-х матчах молодіжного кубку Лібертадорес. У січні 2024 року повернувся до рідного «Ітуано». Проте заграти в клубі не вдалося, юний півзахисник 2 рази потрапляв до заявки першої команди на поєдинки Серії А1 Ліги Паулісти, але в жодному з них на поле не виходив. З травня 2024 року перебував без клубу.

### «Кривбас»
13 липня 2024 року підписав 4-річний контракт з «Кривбасом». Вперше до заявки головної команди клубу потрапив 3 серпня 2024 року, на переможний (1:0) домашній поєдинок 1-го туру Прем'єр-ліги України проти одеського «Чорноморця», але просидів на лаві запасних усі 90 хвилин. У футболці криворізького клубу дебютував на професійному рівні, 8 серпня 2024 року в програному (1:2) домашньому поєдинку 3-го кваліфікаційного раунду Ліги Європи УЄФА проти чеської «Вікторії» (Пльзень). Аморозо вийшов на поле на 81-й хвилині замість Юрія Вакулка. У Прем'єр-лізі України дебютував 11 серпня 2024 року в програному (0:3) виїзному поєдинку 2-го туру проти львівських «Карпат». Аморозо вийшов на поле на 38-й хвилині замість Єгора Твердохліба, який отримав травму голови.

## Особисте життя
Батько, Марсіо Аморозо, професійний футболіст, який виступав за національну збірну Бразилії. Брат, Джованні, також футболіст, виступає за американський клуб «Бока-Ратон».